# Hibiscus longifilus
Hibiscus longifilus är en malvaväxtart som beskrevs av Paul Arnold Fryxell. Hibiscus longifilus ingår i Hibiskussläktet som ingår i familjen malvaväxter. Inga underarter finns listade i Catalogue of Life.